# 中央军委后勤保障部办公厅
中央军委后勤保障部办公厅，位于北京市，是中央军事委员会后勤保障部下属的办公厅。

## 沿革
1954年2月28日，中央人民政府人民革命军事委员会决定设立中央人民政府人民革命军事委员会总后方勤务部司令部。1954年10月，改称中国人民解放军总后方勤务部司令部。1960年10月，改称中国人民解放军总后勤部司令部。1975年8月17日，改为中国人民解放军总后勤部办公室。1978年1月18日，中央军委决定总后勤部办公室改称中国人民解放军总后勤部司令部；1978年3月1日，总后勤部司令部正式开始办公。
2016年改革前，中国人民解放军总后勤部司令部下设：战勤计划局、信息化局、管理保障局、秘书局、科技装备局、军务装备局、军训局、外事局、研究室、中国人民解放军总后勤部档案馆、金盾出版社等部门。
在深化国防和军队改革中，2016年1月中国人民解放军总后勤部撤销，组建中央军事委员会后勤保障部。中国人民解放军总后勤部司令部被撤销，新组建中央军委后勤保障部办公厅。

## 机构设置
- 管理保障处[14]

……
直属单位
- 金盾影视中心

## 历任领导

### 中国人民解放军总后勤部司令部
| 参谋长 - 洪学智 上将（1954年2月28日—1955年5月15日）（总后第二副部长兼） - 张池明 中将（1955年5月15日—1955年9月28日） - 胥光义 少将（1955年12月19日—1964年10日） - 汪易 少将（1964年10月—1965年8月26日） - 杨恬（1965年8月26日—1967年4月30日） - 陈宠（1969年9月28日—1971年9月30日）（总后副部长兼） - 徐斌（1972年5月24日—1973年8月6日） - 李元（1974年1月—1975年8月30日） - 王子修（1978年4月—1984年12月） - 刘明璞（1984年12月—1985年3月9日） - 蒋胜祥（1985年6月—1986年10月） - 宗顺留 少将（1986年10月—1990年4月17日）（总后副部长兼） - 温光春 少将（1990年4月17日—1996年7月8日） - 杨澄宇 少将（1996年7月8日—2002年5月） - 陈国书 少将（2002年6月—2006年12月） - 李长顺 少将（2006年12月—2010年1月） - 刘铮 少将（2010年1月—2012年12月） - 周松和 少将（2013年—2014年12月） - 胡宜树 少将（2015年—2016年） | 副参谋长 - 杨恬 少将（1954年6月—1956年11月） - 陈毅斋 大校（1957年6月—1960年7月） - 杨恬 少将（1959年2月—1965年8月26日） - 汪易 少将（1960年3月—1964年10月） - 董志常 少将（1960年5月—1962年9月） - 陈宠 少将（1960年6月—1969年9月28日） - 陈雷 大校（1963年8月—1969年10月） - 苏焕清 少将（1964年1月—1966年3月） - 唐成仪 大校（1964年3月—1965年5月） - 何流 大校（1964年8月—1969年10月） - 陈念棣（1965年8月—1969年9月28日） - 唐元（1969年8月—1975年8月） - 孙梦麒（1969年8月—1975年8月） - 张鲁炎（1969年8月—1974年3月） - 钱夫泰（1969年8月—1972年8月） - 唐成仪（1973年8月—1975年8月） - 唐元（1975年8月—1978年3月1日）（总后办公室副主任） - 孙梦麒（1975年8月—1978年3月1日）（总后办公室副主任） - 张忠杰（1975年10月—1978年3月1日）（总后办公室副主任） - 刘鲁民（1978年4月—1988年8月） - 李进（1978年7月—1982年8月28日） - 宗书阁（1978年10月—1986年10月） - 苏焕清（1978年12月—1982年8月） - 刘明璞（1982年8月—1984年12月） - 张彬（1982年8月—1983年3月） - 银学善（1983年1月—1985年10月3日） - 蒋胜祥（1984年12月—1985年6月） - 王聚兴（1985年7月—1985年10月3日） - 温光春 少将（1985年10月3日—1990年4月17日） - 徐根初 少将（1988年8月5日—1993年7月） - 杨澄宇 少将（1992年10月—1996年7月） - 蒋士良 少将（1992年10月—1995年7月） - 宋文玖 少将（1992年10月—1999年12月） - 马书铭 少将（1994年12月—1997年12月23日） - 林从光 少将（1998年6月—1999年6月） - 许国信 少将（1998年6月—2003年12月） - 蒋士良 少将（1999年6月—2001年6月） - 陈国书 少将（2002年3月—2002年6月） - 李长顺 少将（2001年6月—2002年12月） - 江杰生 少将（2003年9月—2004年12月） - 王新力 少将（2003年12月—2008年） - 刘铮 少将（2005年1月—2010年1月） - 刘卫平 少将（2005年7月—？） - 王义华 少将（2009年—？） - 李克让 少将（2011年7月—2014年3月） - 符林国 少将（2012年—2014年5月） - 谢维宽 少将（2012年—2015年11月） - 陈纯海 少将（？—2016年） - 纪海泉 少将（2015年—2016年） |

### 中央军委后勤保障部办公厅
| 主任 - 庄炳坤 少将（2016年—2017年） | 副主任 - 冯火春（2016年—） |